# آرتیژا (نیومکزیکو)
آرتیژا (به انگلیسی: Artesia) شهری در ایالت نیومکزیکو کشور ایالات متحده آمریکا است که جمعیت آن در سرشماری سال ۲۰۱۰ میلادی، ۱۱٬۳۰۱ نفر بوده‌است.